# Circonscription d'Hagere Selam
La circonscription de Hagere Selam est une des 121 circonscriptions législatives de l'État fédéré des nations, nationalités et peuples du Sud, elle se situe dans la Zone Sidama. Son représentant actuel est Buntuqa Ware Jale.